# وجه البوكر (مسلسل تلفزيوني)
وجه البوكر (بالإنجليزية: Poker Face)‏ هو مسلسل تلفزيوني أمريكي أنشأه ريان جونسون لخدمة البث المباشر بيكوك. صنفت على أنها سلسلة من قصص جرائم القتل الغامضة حالة الأسبوع، حيث تقوم ببطولتها ناتاشا ليون في دور تشارلي كال، عاملة الكازينو الهاربة التي تتورط في العديد من حالات الوفاة الغامضة للغرباء على طول الطريق.
أعلنت بيكوك عن المسلسل في مارس 2021م، مع إخراج ريان جونسو. وشارك في العرض نورا زوكرمان وليلا زوكرمان. يتكون مسلسل وجه البوكر من 10 حلقات وظهر لأول مرة في 26 يناير 2023م. تلقى المسلسل إشادة من النقاد. في فبراير 2023م تم تجديد المسلسل لموسم ثانٍ.

## فرضية
وجه البوكر عبارة عن سلسلة من قصص جرائم القتل الغامضة صممت على أنها لغز يحركه الطابع الشخصي، مع كل حلقة تتكيف مع تنسيق "howcatchem" الذي أشاعه كولومبو.
تدور أحداث المسلسل حول تشارلي كال، الذي هو يعمل في كازينو ويتمتع بقدرة فطرية على اكتشاف الأكاذيب، ويسافر عبر الولايات المتحدة هاربًا من رئيس الكازينو بعد وفاة مريبة. على طول الطريق، تواجه شخصيات ملونة وتحل جرائم القتل في مجموعة متنوعة من الإعدادات.

## الممثلون والشخصيات

### رئيسي
- ناتاشا ليون بدور تشارلي كال، عامل كازينو الذي يهرب.

### يتكرر
- بنجامين برات مثل كليف ليجراند، رئيس أمن الكازينو، الذي يطارد تشارلي في جميع أنحاء البلاد.[10]
- رون بيرلمان بدور ستيرلنج فروست الأب، صاحب الكازينو.

## إنتاج
أعلن عن المشروع في مارس عام 2021م، حيث عمل ريان جونسون مبدعاً وكاتباً ومخرجاً ومنتجاً تنفيذياً للمشرعوع. وصرح جونسون أن المسلسل سيتعمق في نوع المرح، والشخصية المدفوعة، وحالة الغموض التي نشأت في مشاهدتها. المسلسل مستوحى من كولومبو، كما يشار إليه باسم howcatchem. استخدم جونسون أيضًا ماجنوم بي آي وThe Rockford Files وQuantum Leap وHighway to Heaven والرجل الأخضر الخارق كمؤثرات على نغمة السلسلة. كان جونسون مهتمًا بالعمل على غرار كولومبو والقفزة الكمية والتي تكون كل حلقة فيهما غوصًا أنثروبولوجيًا عميقًا في زاوية صغيرة من أمريكا، والتي قد لا تراها بطريقة أخرى. في 15 فبراير 2023 صدر الموسم الثاني.

## روابط خارجية
- وجه البوكر على موقع IMDb (الإنجليزية)
- وجه البوكر على موقع ميتاكريتيك (الإنجليزية)
- وجه البوكر على موقع روتن توميتوز (الإنجليزية)
- وجه البوكر على موقع فيلمافينيتي (الإسبانية)
- وجه البوكر على موقع كينوبويسك (الروسية)
- وجه البوكر على موقع ألو سيني (الفرنسية)
- وجه البوكر على موقع قاعدة بيانات الفيلم (الإنجليزية)